# ليز نوردين

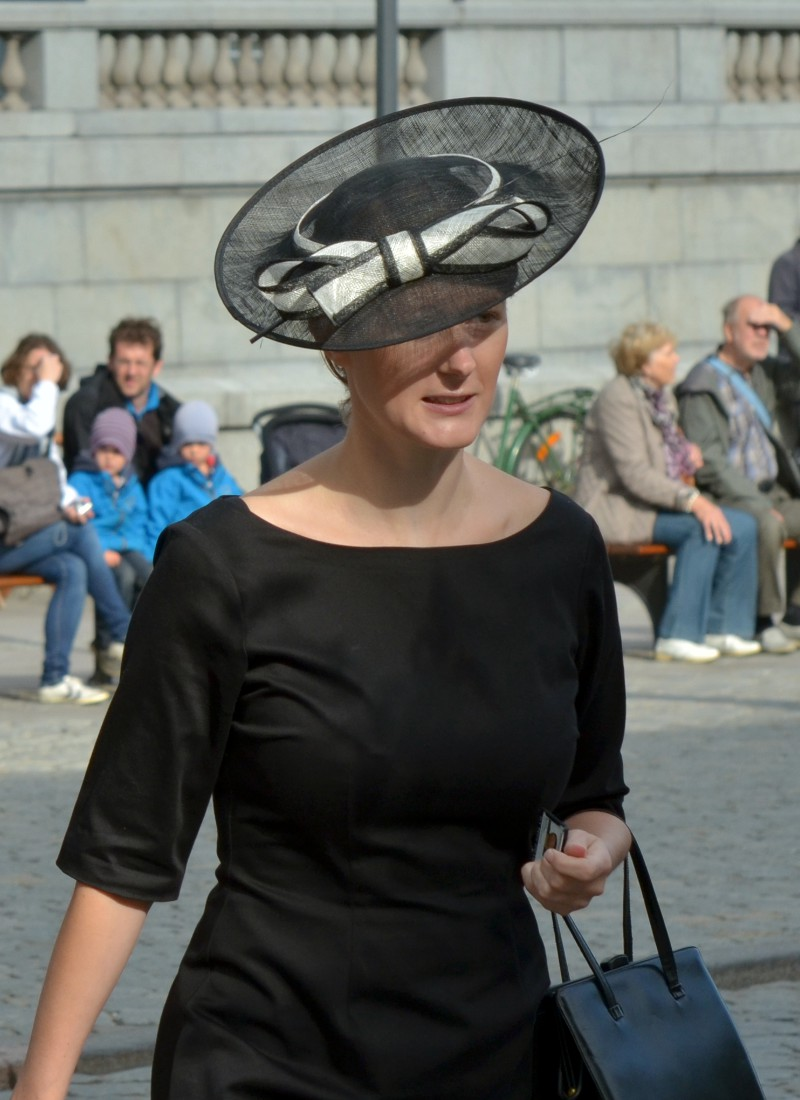
ليز نوردين (2012)

ليز نوردين (بالسويدية: Lise Nordin) من مواليد 20 أكتوبر 1982 هي سياسية سويدية وعضوة في البرلمان السويدي من حزب الخضر (Miljöpartiet). هي المتحدثة الرسمية للحزب بالنسبة للسياسات الطاقية منذ سنة 2010.

## وصلات خارجية
- Miljöpartiet de Gröna - Lise Nordin